# Keota, Iowa
Keota är en ort i Keokuk County, och i Washington County, i Iowa. Vid 2020 års folkräkning hade Keota 897 invånare.